# 미란 샤
미란 샤 (1366년 - 1408년 4월 16일?, 페르시아어: میران شاہ) 은 티무르의 아들로, 티무르가 살아 있을 때 아제르바이잔과 이라크를 분봉받았다.
미란 샤의 첫 전장은 칸다하르 부근에서 일어난 반란을 진압하는 것이었는데, 1383년에 미란 샤는 결국 반란을 진압했다. 같은 해 속신인 케르트 왕조의 반란을 진압하고, 그 직후에는 기야스 알 딘이 이끄는 후라산의 반란군을 격파했다. 1396년에 미란 샤는 후라산에 대한 지배권을 공고히 하기 위해 케르트 왕조의 군주들을 초대한 뒤 모두 죽였다.
1386년 겨울, 미란 샤는 이란에 대한 킵차크 칸국의 침공을 격파했다. 그는 많은 포로들을 잡았는데, 티무르의 명령으로 모두 풀어줬다.
1396년, 미란 샤는 아제르바이잔을 분봉받았는데, 통치의 중심지는 옛 일 칸국의 수도 타브리즈와 술타니야였다. 1398년 여름 그는 타브리즈에서 군대를 일으켰는데, 목표는 잘라이르 왕조의 바그다드였다. 하지만 이 원정은 곧 중단되었다. 당시 미란 샤가 티무르를 배신하려는 의도를 가지고 있다는 소문이 돌았기 때문이다.
또, 정복자는 미란 샤가 임지의 세금 기피자들을 처리하라는 명령을 거절하고, 중요한 요새인 알린자를 잘라이르 왕조에 빼앗긴 것에 격노했다. 1399년, 티무르는 조카 술레이만 샤에게 군대를 줘, 아들 미란 샤를 자신에게 데려오라 명령했다. 하지만 술레이만 샤가 이끈 군대가 그의 아버지에게 돌아가 버린 탓에 그는 통치권을 내려놓고 퇴각할 수 밖에 없었다. 결국 이 문제는 4년 후 티무르가 직접 개입하고서야 끝이 났는데, 티무르는 미란 샤의 친구들과 조언자들은 처형당했다.
미란 샤는 낙마 사고 이후 성격에 장애를 가지게 되었다고 믿어진 탓에 티무르의 후계자에서 제외되었다. 1405년, 티무르가 죽자 그의 아들 아바 바크르는 잘라이르 왕조의 군대를 타브리즈에서 밀어내고, 미란 샤 자신은 아제르바이잔을 다시 장악했다. 동시에 미란 샤는 아들 할릴 술탄이 티무르 왕조의 지도자가 되는 것을 지원했다.
그는 아바 바크르와 함께 할릴을 위해 군대를 일으켰으나, 카라 유수프가 이끄는 흑양조의 위협 때문에 철군할 수 밖에 없었다. 1406년 아바 바크르는 나히체반에서 패배하고 1408년, 사르드루드에서 또 패배했으며 이때 미란 샤도 전사했다.
하지만 미란 샤의 왕통은 티무르 제국의 역사에서 여전히 중요한 역할을 수행했다. 그의 손자 아부 사이드는 트란스옥시아나에서 일어나 제국을 복원하는데 애썼다. 아부 사이드는 무굴 제국을 세운 바부르의 조상이다.

## 참고 서적
- 르네 그루쎄, 김호동·유원수·정재훈 옮김, 『유라시아 유목 제국사』, 사계절, 1998, ISBN 978-89-7196-506-1
- Peter Jackson (1986). The Cambridge History of Iran, Volume Six: The Timurid and Safavid Periods. ISBN 0-521-20094-6